# Father and Daughter (Lied)
Father and Daughter ist ein Lied von Paul Simon aus dem Jahr 2002, das ursprünglich für den Soundtrack zum Film Abenteuer der Familie Stachelbeere geschrieben wurde.

## Hintergrund
Father and Daughter wurde von Paul Simon für den Film Abenteuer der Familie Stachelbeere (2002) geschrieben und produziert. Simon schrieb das Lied in erster Linie über die Beziehung zu seiner damals siebenjährigen Tochter Lulu. Die Lyrics passen aber auch zu Nigel Stachelbeere und seiner Tochter Eliza aus dem Film. Auf der Aufnahme ist auch Simons zehnjähriger Sohn Adrian zu hören. Während Simon den Song schrieb und erste Probeaufnahmen im Auto anhörte, sang Adrian lauthals mit. So kam der Singer-Songwriter auf die Idee seinen Sohn mitsingen zu lassen.
Der Song ist eine ruhige Akustikballade, die durch ein simples Gitarrenriff getragen wird.
Besetzung
- Paul Simon – Gesang, E-Gitarre
- Vincent Nguini – Akustische Gitarre
- Steve Gadd – Schlagzeug
- Abe Laboriel – Bass
- Adrian Simon – Gesang

## Veröffentlichungen
Der Song erschien zunächst auf dem Soundtrack zum Film The Wild Thornberrys Movie (Music from the Motion Picture) über Nick Records und Jive Records. Der Song wurde auch als Single ausgekoppelt.
Das Musikvideo wurde von Wayne Isham gedreht und enthält Szenen aus dem Film sowie Tieraufnahmen, während die eigentliche Handlung sich in einem Kinderschlafzimmer abspielt.
Titelliste
1. Father and Daughter (Album Version) –  4:12
2. Father and Daughter (Instrumental) – 4:12
3. Father and Daughter (Video) – 4:12

2006 erschien der Song außerdem auf dem Album Surprise von Paul Simon über das Label Warner Bros. Records in einem anderen Mix. Es wurde ebenfalls wieder als Single ausgekoppelt.
Titelliste
1. Father and Daughter – 4:11
2. Another Galaxy – 5:22

Diese zweite Version erreichte Platz 31 der britischen Charts.

## Rezeption
Der Song wurde sehr positiv besprochen. Scott Mervs von der Pittsburgh Post-Gazette bezeichnete ihn „als besten Popsong seit Jahren“. Claudia Puig von USA Today nannte den Song einen „klassischen Paul Simon“. Heather Phares von AllMusic lobte den Soundtrack im Allgemeinen und nannten den Song „amiable“ (liebenswert) und „mellow“ (süß).
Der Song wurde sowohl bei der Oscarverleihung 2003 als auch bei den Golden Globe Awards 2003 als „Bester Song“ nominiert, gewann aber keinen der Preise.